# 開口部 (人体)
体の開口部（英：Body orifice）は、動物の体の開口部。特に、傷（外傷）や切開孔と区別する場合は自然開口部（英: natural orifice）と表記される。

## 外部
人体などの典型的な哺乳類の体の外部開口部は次のとおり。
- 目
- 鼻孔、呼吸および関連する嗅覚用
- 口、食事、呼吸、発話などの発声用
- 外耳道、聴覚用
- 涙嚢から鼻腔に涙を運ぶための鼻涙管
- 肛門、排便用
- 男性の場合、排尿と射精のための尿道口
- 女性の場合、尿道口、排尿用
- 女性の場合、膣、月経、性交、出産のために
- 乳首口

人以外の動物には人と異なるいくつかの体の開口部がある場合がある
- 総排出腔、鳥類、爬虫類、両生類、その他の動物
- 軟体動物、節足動物、および他のいくつかの動物のサイフォン

## 内部
内部開口部には、心臓弁の間の心臓の流出路の開口部が含まれる。